# Воздвиженское укрепление
Воздвиженское укрепление (чечен. Чахкар-гIала) — располагалось на левом фланге Кавказской укрепленной линии и входило в состав так называемой «передовой Чеченской линии». Заложено русскими войсками в 1844 году. Основным его назначением было блокирование Аргунского ущелья.

## История

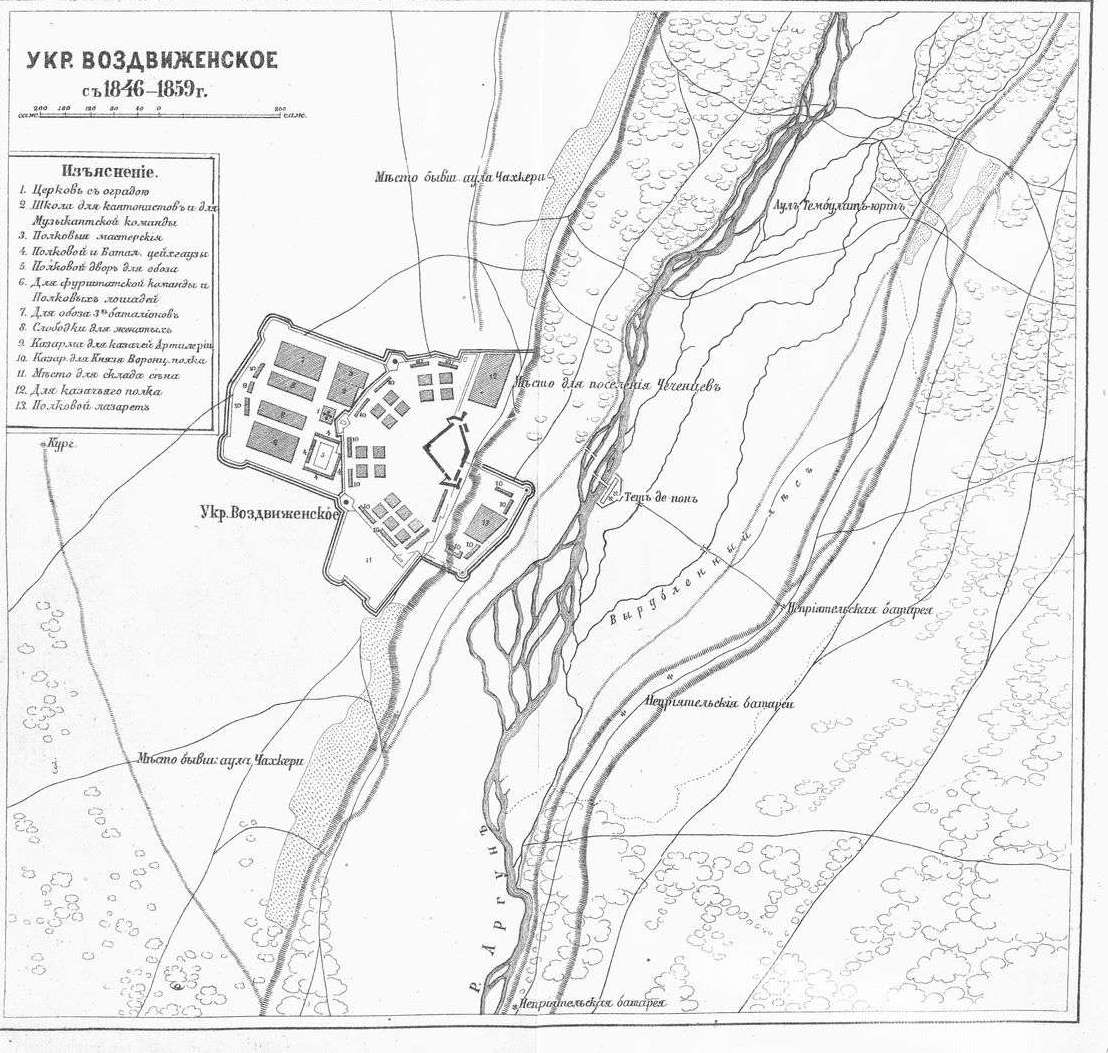
Карта-схема крепости (1882)

Воздвиженское укрепление располагалось на левом берегу реки Аргун и было основано командующим 5-м пехотным корпусом генералом от инфантерии А. Н. Лидерс. Оно находилось в 7 км от Аргунского ущелья и в 26 км к югу от Грозного. Укрепление было построено отрядом генерал-лейтенанта В. И. Гурко, заведовал всеми работами по постройке генерал-майор П. И. Патон; при этом найден большой каменный крест, похожий формой на древний грузинский, из-за чего оно получило название Воздвиженское. Оно стало первым в так называемой передовой Чеченской линии. Прежде на этом месте находилось село Чахкери, разрушенное генералом А. П. Ермоловым в 1826 году. До восстания в Чечне в 1840 году Атаги и Чахкери были большие Чеченские аулы, располагавшиеся на реке Аргун, первый севернее, а последний южнее крепости Воздвиженской. В 1841 году они были уничтожены нашими войсками, и жители этих аулов расселились хуторами по лесам и горам.

### Описание
Составные части: оборонительная казарма на 1 батальон и «зимний лагерь» на 6 батальонов, обнесенный со стороны равнины 4-мя земляными бастионными фронтами «надежной профили», а со стороны реки кремальер, фронтом.
На вооружении укрепления находилось 34 орудия крепостной и полевой артиллерии. Крепость представляла из себя квадрат обнесенный каменной стеной, внутри располагались казармы. Одновременно с возведением крепости были построены четыре башни. Башни кирпичные круглые, верхний этаж их имел больший диаметр, чем нижний. С середины 1847 года в укреплении Воздвиженском располагался главный штаб Куринского полка. Воздвиженское часто служило исходным пунктом и базой для экспедиций внутрь Чечни. Во второй половине XIX века укрепление утратило свое военно стратегическое назначение и было упразднено. Позже на месте крепости возникло село Воздвиженская слобода.

### События, связанные с укреплением
- В 1850 году в укреплении побывал будущий император Александр II. Этот визит упоминается полковником К. П. Белевичем в своей книге «Несколько картин из кавказской войны и нравов горцев»:

Здесь в 1850 году драгоценная жизнь покойного Государя Императора впервые подверглась опасности: здесь Его Величество, бывший тогда Наследником престола, следуя из укрепления Воздвиженское с кюринцами и казаками, во главе кавалерии стремительно атаковал опушку леса, из которой, стреляя, показался неприятель.
- Первые археологические предметы, найденные в Чечне в 1850 году при земляных работах у крепости Воздвиженской на реке Аргун, привлекли внимание ученых Н. В. Ханыкова и И. А. Бартоломея, артефакты представляли собой изделия из бронзы и железа. Изданная после этого публикация явилась первой публикацией древностей Чечни[15].
- В 1851 году наиб Хаджи-Мурат сдаётся в крепости Воздвиженской командиру Куринского полка графу Воронцову, после разногласий с имамом Шамилем. Впоследствии Лев Толстой описал эти события в своей повести «Хаджи-Мурат»[16].
- Летом 1853 года в укреплении Воздвиженском побывал юнкер Л. Н. Толстой[17] и принял участие в одной из стычек с горцами. В 1854 году он написал посвященный этим событиям рассказ «Как умирают русские солдаты»[18].

## Полки, дислоцировавшиеся в укреплении
- Кабардинский 80-й пехотный полк;
- Куринский 79-й пехотный полк;
- Модлинский 57-й пехотный полк;
- Навагинский 78-й пехотный полк;
- Подольский 55-й пехотный полк;
- Прагский 58-й пехотный полк;
- Тенгинский 77-й пехотный полк[19][20].

## Крепость в искусстве

Иллюстрации к повести Льва Толстого «Хаджи-Мурат»
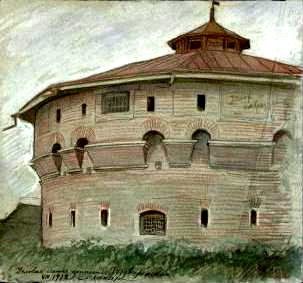
Башня крепости. Художник Е. Е. Лансере (1912)
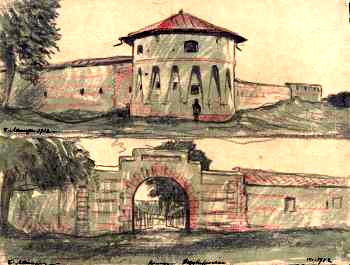
Крепость Воздвиженская
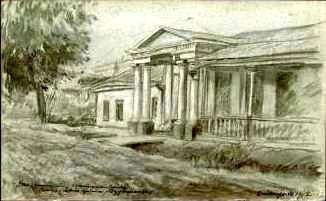
Слобода рядом с крепостью

## Память
Одна из улиц Грозного в поселке Мичурина названа Воздвиженской в память о крепости и слободе.